# Mouss Diouf

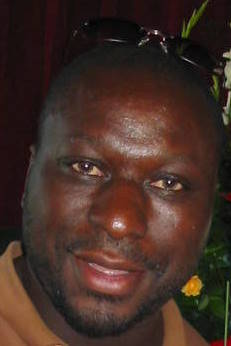
Mouss Diouf (2006)

Pierre Mustapha „Mouss“ Diouf (* 28. Oktober 1964 in Dakar, Senegal; † 7. Juli 2012 in Marseille, Frankreich) war ein französischer Schauspieler.

## Leben
Mouss Diouf wanderte mit seiner Familie im Alter von vier Jahren nach Marseille, Frankreich, aus. Anschließend zogen sie in das Département Seine-Saint-Denis weiter. Diouf betrieb Boxsport, bevor er mit der Schauspielerei begann. Neben seiner Theaterkarriere trat er auch vermehrt in kleineren Nebenrollen in mehreren französischen Spielfilmen auf. Von 1992 bis 2005 war er als Inspektor N’Guma in der, auch im deutschsprachigen Fernsehen ausgestrahlten, Krimiserie Julie Lescaut auf dem Bildschirm zu sehen. In dem Spielfilm Asterix & Obelix: Mission Kleopatra (2002) verkörperte er „Baba“, den Piraten im Ausguck.
Am 23. Februar 2009 erlitt Diouf einen Schlaganfall mit Nierenkomplikationen. Er wurde auf die Intensivstation des Hôpital Lariboisière gebracht. Am 27. Juni 2009 hatte er einen zweiten Schlaganfall und wurde ins Koma versetzt. Dazu wurde er ins Hôpital de la Salpêtrière nach Paris verlegt. Am 3. September 2009 schien er außer Lebensgefahr zu sein, und sein Manager verkündete am 21. Dezember 2009, dass er sich in intensiver Pflege befinde. Am 6. Juli 2011 wurde er, nach fast zweieinhalb Jahren im Krankenhaus, wieder nach Hause entlassen. Am 16. März 2012 meinte seine Frau öffentlich, dass sein Zustand sich nicht verbessert habe.
Mouss Diouf verstarb am 7. Juli 2012 in Marseille, zuvor war er ins Koma gefallen.

## Filmografie (Auswahl)
- 1985: Der Panther (Parole de flic)
- 1987: Töte, was du liebst! (Mon bel amour, ma déchirure)
- 1987: Wer hat dem Rabbi den Koks geklaut? (Lévy et Goliath)
- 1989: Waffenbrüder (L’union sacrée)
- 1990, 1991: Kommissar Navarro (Navarro, Fernsehserie, 2 Folgen)
- 1992–2005: Julie Lescaut (Fernsehserie, 70 Folgen)
- 1993: Ein Schluck mit Folgen (Coup de jeune)
- 1995: Die Schutzengel (Les Anges gardiens)
- 1996: 2 Väter für 1 Baby (Les deux papas et la maman)
- 2002: Asterix & Obelix: Mission Kleopatra (Astérix & Obélix: Mission Cléopâtre)
- 2003: Les clefs de bagnole
- 2007: Ali Baba und die 40 Räuber (Ali Baba et les 40 voleurs, Fernsehzweiteiler)